# إف إم سي ميوزيك (ماليزيا)
فانتازيا ميوزيك سيتي (بالإنجليزية: Fantasia Music City)‏ أو إف إم سي ميوزيك (بالإنجليزية: FMC Music)‏ هي شركة تسجيل نشأت من كوالالمبور، ماليزيا. تأسست هذه الشركة في عام 1991. هذه الشركة هي أكبر شركة تسجيلات في ماليزيا. تأسست الشركة عام 1991 كشركة نشر تعمل ككيان منفصل لسوق محدد في ماليزيا.

## دعوى
في 10 يوليو 2022، تم تعليق بثين من بث الموسيقى الحية لقناة موسيقية على يوتيوب تسمى لوفي چيرل بسبب انتهاكات حقوق الطبع والنشر المزعومة التي أبلغت عنها FMC. ونشر حساب تويتر الخاص بالحساب منشورًا حول التقرير، قائلًا إن مطالبة حقوق الطبع والنشر غير صحيحة. وبعد ساعات قليلة، رد الحساب الرسمي لموقع يوتيوب على تويتر، على المنشور واعترف بخطئه. أزال موقع يوتيوب ادعاء انتهاك حقوق الطبع والنشر وأعاد مقطع الفيديو الذي يبلغ طوله عشرين ألف ساعة بعد 48 ساعة.
ومع ذلك، صرحت FMC لموقع أخبار Malaysiakini أن تقرير الانتهاك الذي تم إجراؤه ضد قناة لوفي چيرل على يوتيوب كان من فعل قراصنة يستخدمون قناة FMC على يوتيوب. وزعم ممثل FMC أن ذلك لم يتحقق إلا في 13 يوليو لأن موظفيه كانوا في إجازة في ذلك الوقت.

## أبرز الفنانين الذين تعاملوا معها
- سيتي نورديانا ( ماليزيا)
- إليانا ( ماليزيا)
- يونا ( ماليزيا)
- مودي أيوندا ( إندونيسيا)
- روسا ( إندونيسيا)
- بونغا سيترا ليستاري ( إندونيسيا)
- ميلي غويسلاو ( إندونيسيا)
- شيريل شينفيا ( إندونيسيا)